# NGC 1055
NGC 1055 (другие обозначения — UGC 2173, MCG 0-7-81, ZWG 388.95, IRAS02391+0013, PGC 10208) — спиральная галактика с перемычкой (SBb) в созвездии Кит, находящаяся на расстоянии 55 млн световых лет от нас.
Этот объект входит в число перечисленных в оригинальной редакции «Нового общего каталога».
NGC 1055 — спиральная галактика, видимая с ребра. Тёмная линия из газа и пыли, перекрывающая балдж, представляет собой спиральные ветви из звёзд, пыли и газа. В таком ракурсе астрономам удобнее изучать структуру ветвей, распределение старых и молодых звёздных населений.
Галактический диск NGC 1030 наблюдается с ребра. Чаще всего в таких галактиках заметен балдж в виде сферической выпуклости, но NGC 1030 одна из немногих галактик, в которой хорошо различим балдж в виде вытянутого прямоугольника.
Чаще всего в таких галактиках заметен балдж в виде сферической выпуклости, но NGC 1055 одна из немногих галактик, в которой выпуклость наблюдается в виде вытянутого прямоугольника.
Галактика входит в двойную систему с яркой галактикой М77. Также в их группу входит NGC 1073 и несколько карликовых неправильных галактик.
NGC 1055 является источником яркого инфракрасного излучения и радиоизлучения, особенно в диапазоне длин волн моноокисида углерода. Вероятно, это результат необычно активного звездообразования или галактика имеет активное ядро и может быть галактикой типа LINER.
В галактике обнаружен ультраяркий рентгеновский источник.
Галактика NGC 1055 входит в состав группы галактик M77. Помимо NGC 1055 в группу также входят M77, NGC 1073, UGC 2275, UGC 2302, UGCA 44 и UGC 2162.